# Guignen
Guignen [ɡiɲɛ̃] est une commune française située dans le département d'Ille-et-Vilaine, en région Bretagne.

## Géographie
Située à 26 km au sud de Rennes, la commune se trouve dans le bassin de la Vilaine.
L'altitude varie de 24 mètres, à l'endroit où le Canut quitte le territoire de la commune, à proximité du pont Saint-Martin, à 121 mètres au signal de Coimur, entre Coimur et La Troussardière. Le bourg quant à lui est à 70 mètres d'altitude.
Les communes limitrophes sont : Guichen, Lassy, la Chapelle-Bouëxic, Mernel, Maure-de-Bretagne, Lohéac, Guipry-Messac, Saint-Malo-de-Phily et Saint-Senoux.
|                     | Lassy, Baulon         | Guichen             |
| La Chapelle-Bouëxic | Guignen               | Saint-Senoux        |
| Mernel, Val-d'Anast | Lohéac, Guipry-Messac | Saint-Malo-de-Phily |

Les 53 kilomètres de voies vicinales et 44 kilomètres de voies rurales que compte Guignen, contribuent à desservir 179 villages et lieux-dits.
Du point de vue de la richesse de la flore, Guignen fait partie des communes du département possédant dans leurs différents biotopes 557 taxons pour une moyenne communale de 348 et un total départemental de 1 373, représentant 118 familles. On compte notamment 47 taxons à forte valeur patrimoniale, sur un total de 207 ; 24 taxons protégés et 27 appartenant à la liste rouge du Massif armoricain, pour un total départemental de 237.

### Hydrographie
Pour un article plus général, voir Réseau hydrographique d'Ille-et-Vilaine.
La commune est située dans le bassin Loire-Bretagne. Elle est drainée par le Canut, la Fontaine du Rozay, le ruisseau de la Hesnais, le ruisseau de l'Étang de la houssais, le ruisseau de la Grée, le ruisseau de la Herbaudière, le ruisseau de la Saudrais, le ruisseau de la Thébaudière, le ruisseau des Grées thébault, le ruisseau des Rouyères, le ruisseau du Bas de la noë, le ruisseau du Moulin du val, le ruisseau du Ponset et  un autre petit cours d'eau,.
Le Canut (Saint-Senoux), d'une longueur de 45 km, prend sa source dans la commune de Plélan-le-Grand et se jette  dans la Vilaine à Saint-Senoux, après avoir traversé huit communes. 

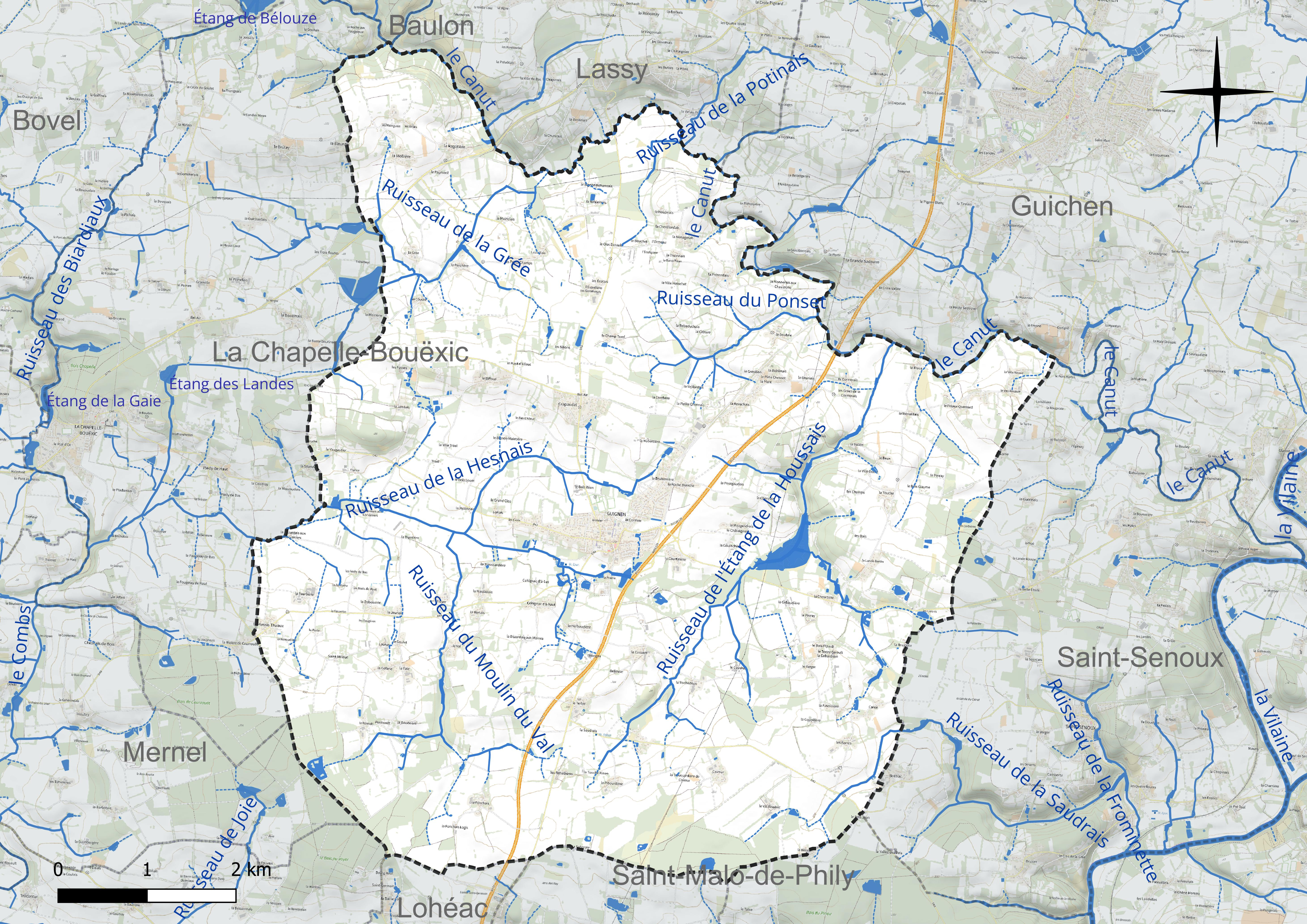
Réseau hydrographique de Guignen.

Un plan d'eau complète le réseau hydrographique : l'étang de Painroux (17,33 ha),.

### Climat
Pour des articles plus généraux, voir Climat de la Bretagne et Climat d'Ille-et-Vilaine.
En 2010, le climat de la commune est de type climat océanique franc, selon une étude du CNRS s'appuyant sur une série de données couvrant la période 1971-2000. En 2020, Météo-France publie une typologie des climats de la France métropolitaine dans laquelle la commune est exposée à un climat océanique et est dans la région climatique  Bretagne orientale et méridionale, Pays nantais, Vendée, caractérisée par une faible pluviométrie en été et une bonne insolation. Parallèlement l'observatoire de l'environnement en Bretagne publie en 2020 un zonage climatique de la région Bretagne, s'appuyant sur des données de Météo-France de 2009. La commune est, selon ce zonage, dans la zone « Sud Est », avec des étés relativement chauds et ensoleillés.  
Pour la période 1971-2000, la température annuelle moyenne est de 11,4 °C, avec une amplitude thermique annuelle de 13,1 °C. Le cumul annuel moyen de précipitations est de 768 mm, avec 12,3 jours de précipitations en janvier et 6,4 jours en juillet. Pour la période 1991-2020, la température moyenne annuelle observée sur la station météorologique la plus proche, située sur la commune de La Noë-Blanche à 16 km à vol d'oiseau, est de 12,2 °C et le cumul annuel moyen de précipitations est de 780,5 mm,. Pour l'avenir, les paramètres climatiques de la commune estimés pour 2050 selon différents scénarios d'émission de gaz à effet de serre sont consultables sur un site dédié publié par Météo-France en novembre 2022.

## Urbanisme

### Typologie
Au 1er janvier 2024, Guignen est catégorisée commune rurale à habitat dispersé, selon la nouvelle grille communale de densité à sept niveaux définie par l'Insee en 2022.
Elle est située hors unité urbaine. Par ailleurs la commune fait partie de l'aire d'attraction de Rennes, dont elle est une commune de la couronne,. Cette aire, qui regroupe 183 communes, est catégorisée dans les aires de 700 000 habitants ou plus (hors Paris),.

### Occupation des sols
L'occupation des sols de la commune, telle qu'elle ressort de la base de données européenne d'occupation biophysique des sols Corine Land Cover (CLC), est marquée par l'importance des territoires agricoles (88,4 % en 2018), une proportion sensiblement équivalente à celle de 1990 (88,5 %). La répartition détaillée en 2018 est la suivante : 
zones agricoles hétérogènes (45,5 %), terres arables (31,5 %), prairies (11,3 %), forêts (9,4 %), zones urbanisées (1,8 %), zones humides intérieures (0,5 %). L'évolution de l'occupation des sols de la commune et de ses infrastructures peut être observée sur les différentes représentations cartographiques du territoire : la carte de Cassini (XVIIIe siècle), la carte d'état-major (1820-1866) et les cartes ou photos aériennes de l'IGN pour la période actuelle (1950 à aujourd'hui).

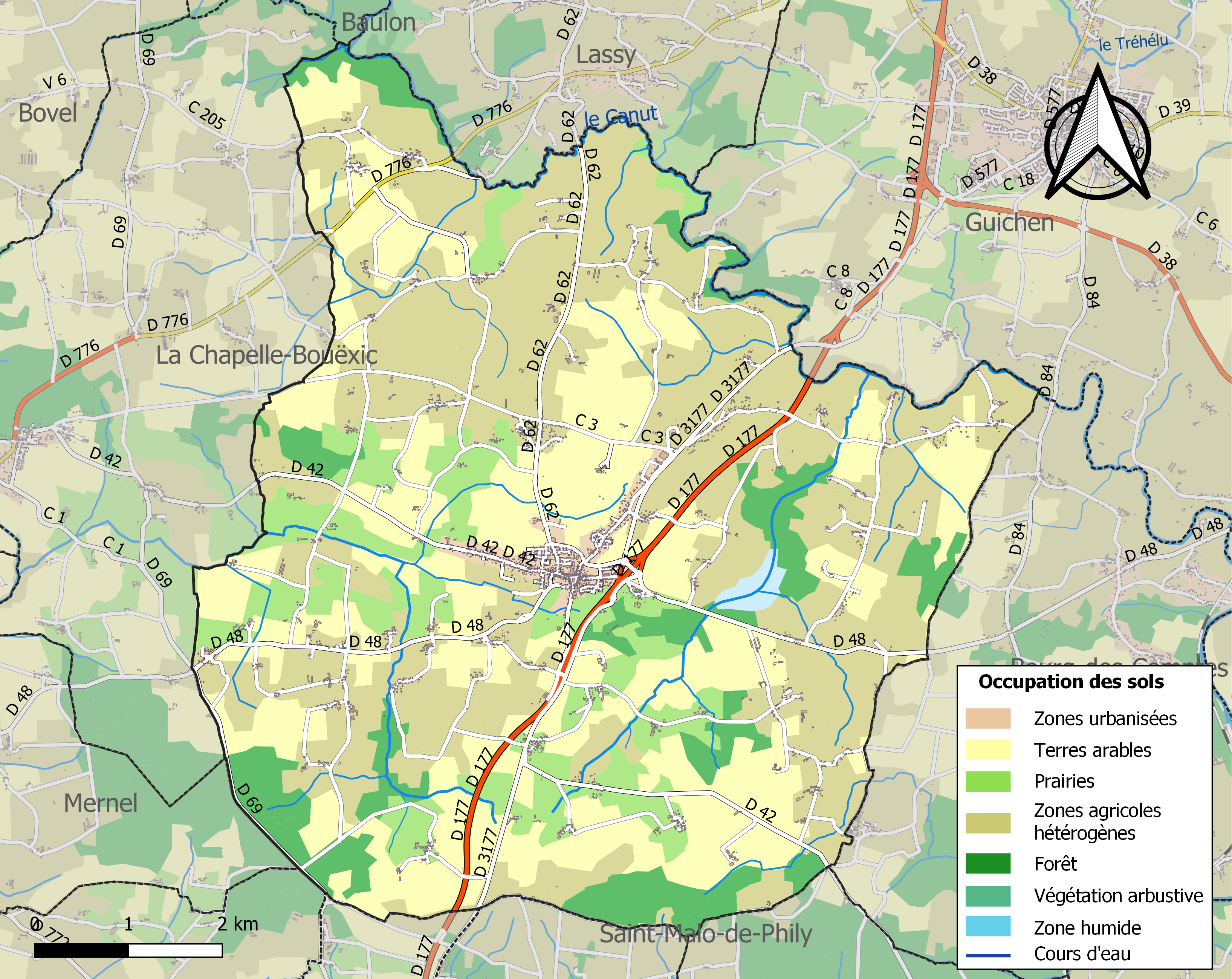
Carte des infrastructures et de l'occupation des sols de la commune en 2018 (CLC).

## Toponymie
Le nom de la localité est attesté sous les formes de Vicaria Winnona en 843, Winnon ou Guinnon au XIIe siècle,.
Guignen est probablement dérivé d'un anthroponyme construit sur le vieux-breton Uuin (blanc, pur, béni) associé au suffixe hypocoristique -on.
Le nom de la commune en gallo est Ghignin prononcé [ɟiɲɛ̃].

## Histoire
Un four de tuilier gallo-romain est de plan rectangulaire, et des gisements de tegulae furent retrouvés sur la commune. Les trois parties que sont le laboratoire, l'alandier et la chambre de chauffe étaient en bon état de conservation (Goulpeau et al, 1982). Grâce à des datations archéomagnétiques effectuées sur des matériaux, il a été possible de situer le date de construction du four entre 290 et 340 et d'en évaluer la durée de fonctionnement à une cinquantaine d'années.
Guignen est mentionné en 843 dans le cartulaire de Saint-Maure-sur-Loire sous le nom de Winnon ou Gwinnon. Le territoire de Guignen englobe alors La Chapelle-Bouëxic qui s'en détache en 1711, à la suite d'un différend de nature religieuse.
Les Saint-Amadour ont été vicomtes de Guignen (cf. la ressemblance des blasons).
La population de la commune est favorable aux changements apportés par la Révolution française, surtout après la fin de la Terreur. La principale fête révolutionnaire est celle célébrant l'anniversaire de l'exécution de Louis XVI, accompagnée d'un serment de haine à la royauté et à l'anarchie, fêtée à partir de 1795.

### Galeries

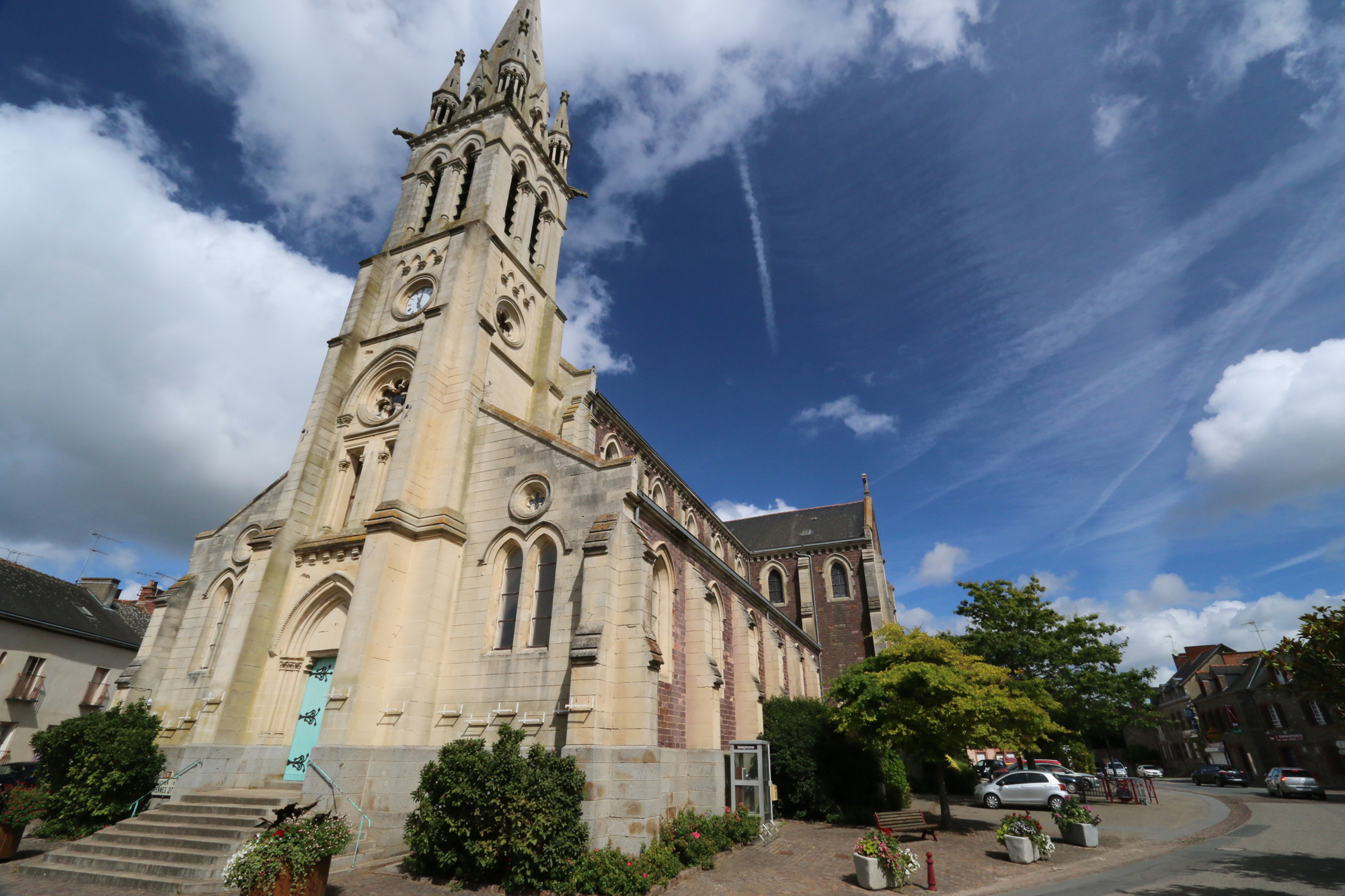
Église paroissiale Saint-Martin.
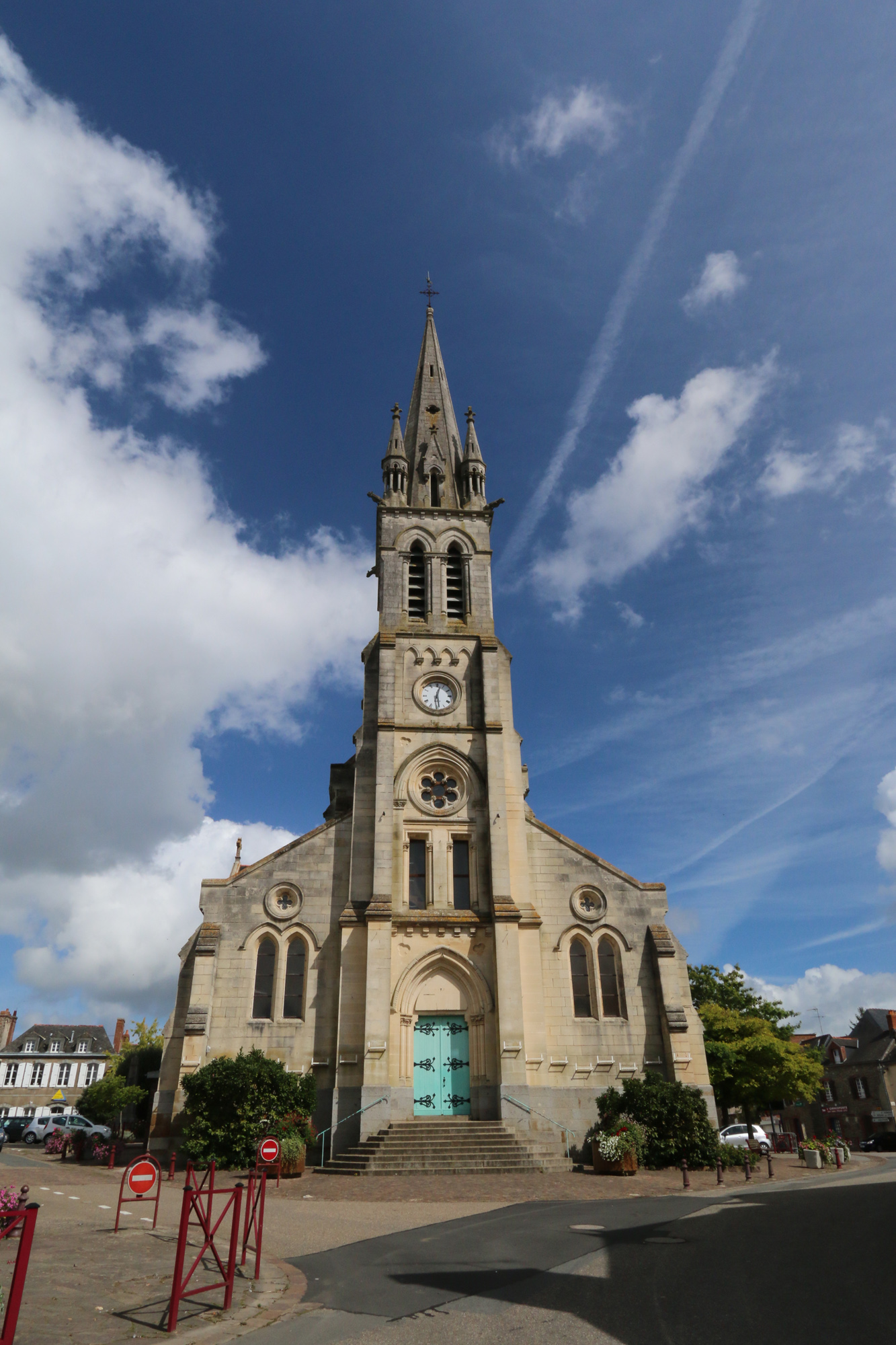
Église paroissiale Saint-Martin.
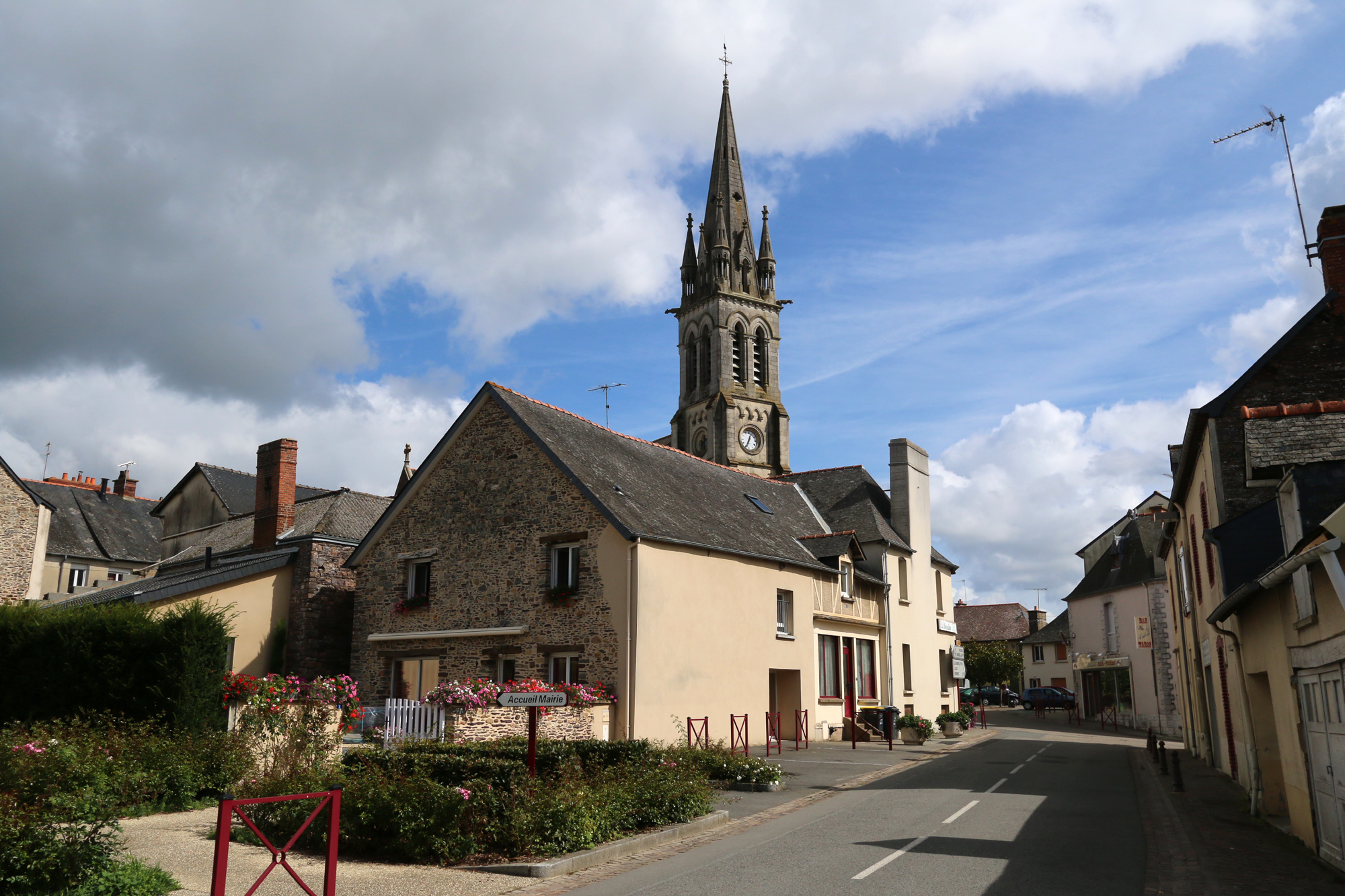
Village de Guignen.
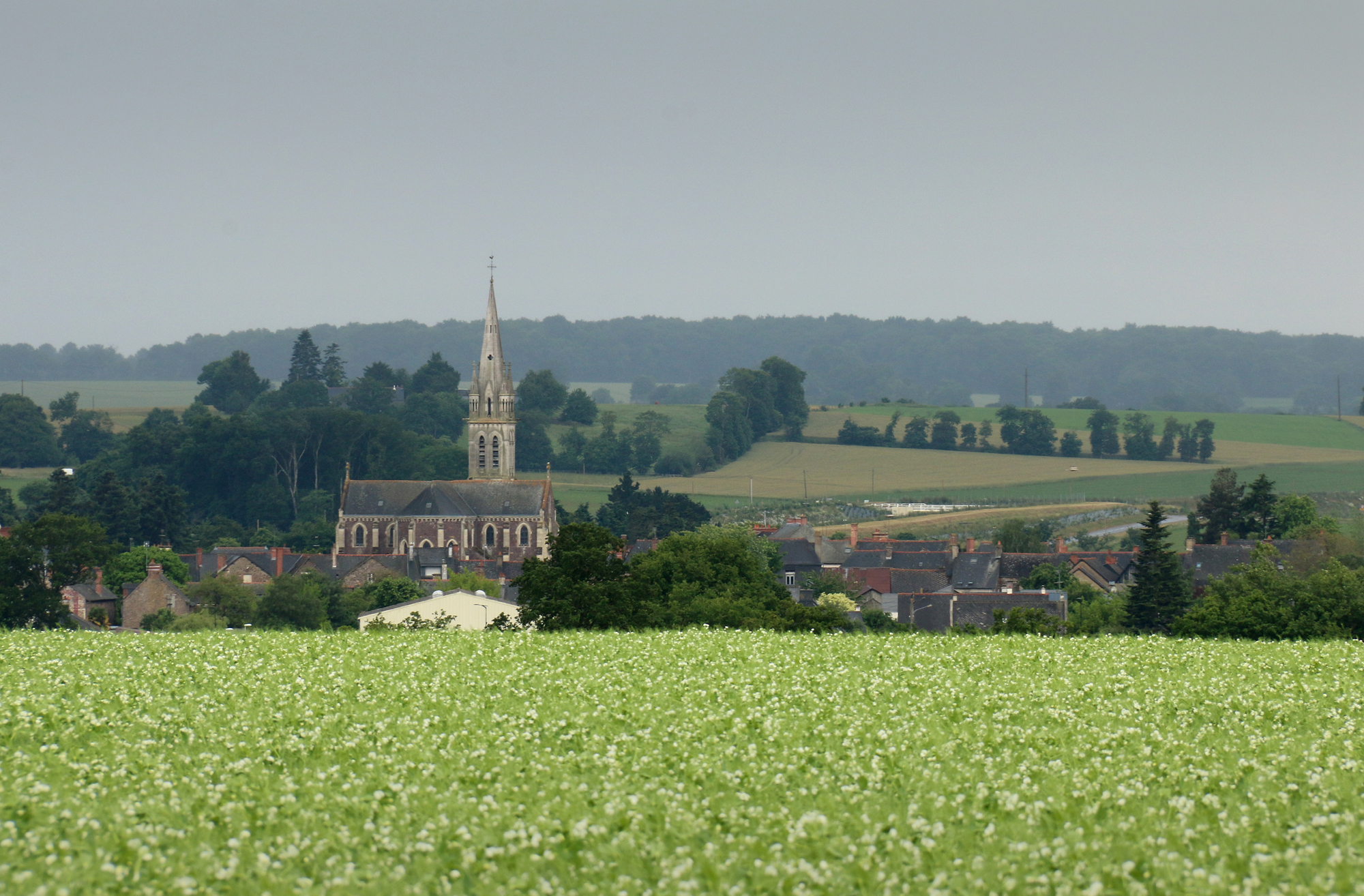
Guignen depuis la campagne.

### Héraldique
| Blason | Blasonnement : De gueules au casque d'argent taré de profil, accompagné de trois têtes de loup arrachées du même. |

## Politique et administration

### Administration municipale
| Période         | Période                     | Identité              | Étiquette | Qualité |
| --------------- | --------------------------- | --------------------- | --------- | --- |
| 1944            | 1945                        | Alexis Bertin         |           | |
| 1945            | mars 1977                   | André Arthur          |           | Retraité |
| mars 1977       | mars 1989                   | Jean Etrillard        |           | Commerçant |
| mars 1989       | juin 1995                   | Robert Julien         |           | |
| juin 1995       | avril 2001                  | Michel Monnier        |           | Garagiste, maire honoraire                                                                                           |
| avril 2001      | 19 janvier 2002 (démission) | Jacqueline Reverdy    |           | Contrôleuse de gestion                                                                                               |
| 26 janvier 2002 | 29 mars 2014                | Jean-Pierre Letournel | PS        | Cadre bancaire Conseiller général du canton de Guichen (2008 → 2015) 2e vice-président de la CC du canton de Guichen |
| 29 mars 2014    | 18 juin 2014 (décès)        | Joseph Letournel      | -         | Retraité formateur                                                                                                   |
| 30 juin 2014    | En cours                    | Évelyne Lefeuvre      | DVG       | Retraitée |

### Intercommunalité
De 1994 à 2013, la commune fait partie de la communauté de communes du canton de Guichen, avant de rejoindre la communauté de communes Vallons de Haute-Bretagne communauté le 1er janvier 2014. Elle fait également partie du pays des Vallons de Vilaine.

## Démographie
L'évolution du nombre d'habitants est connue à travers les recensements de la population effectués dans la commune depuis 1793. Pour les communes de moins de 10 000 habitants, une enquête de recensement portant sur toute la population est réalisée tous les cinq ans, les populations de référence des années intermédiaires étant quant à elles estimées par interpolation ou extrapolation. Pour la commune, le premier recensement exhaustif entrant dans le cadre du nouveau dispositif a été réalisé en 2005.

En 2022, la commune comptait 4 149 habitants, en évolution de +7,74 % par rapport à 2016 (Ille-et-Vilaine : +5,46 %, France hors Mayotte : +2,11 %).
| 1793  | 1800  | 1806  | 1821  | 1831  | 1836  | 1841  | 1846  | 1851  |
| ----- | ----- | ----- | ----- | ----- | ----- | ----- | ----- | ----- |
| 2 660 | 2 149 | 2 636 | 2 613 | 2 742 | 2 730 | 2 842 | 3 138 | 3 038 |

| 1856  | 1861  | 1866  | 1872  | 1876  | 1881  | 1886  | 1891  | 1896  |
| ----- | ----- | ----- | ----- | ----- | ----- | ----- | ----- | ----- |
| 2 874 | 3 024 | 3 010 | 3 014 | 3 044 | 3 129 | 3 243 | 3 274 | 3 200 |

| 1901  | 1906  | 1911  | 1921  | 1926  | 1931  | 1936  | 1946  | 1954  |
| ----- | ----- | ----- | ----- | ----- | ----- | ----- | ----- | ----- |
| 3 296 | 3 191 | 3 097 | 2 616 | 2 527 | 2 435 | 2 322 | 2 131 | 2 005 |

| 1962  | 1968  | 1975  | 1982  | 1990  | 1999  | 2005  | 2006  | 2010  |
| ----- | ----- | ----- | ----- | ----- | ----- | ----- | ----- | ----- |
| 1 840 | 1 713 | 1 780 | 1 933 | 2 146 | 2 424 | 2 942 | 3 041 | 3 511 |

| 2015  | 2020  | 2022  | - | - | - | - | - | - |
| ----- | ----- | ----- | - | - | - | - | - | - |
| 3 821 | 4 027 | 4 149 | - | - | - | - | - | - |

## Lieux et monuments
- Église Saint-Martin, construite à la fin du XIXe siècle par Albert Béziers-Lafosse et Arthur Regnault à l'emplacement d'une église romane datant partiellement du XIIe siècle[46].
- Château des Métairies (1850-1852), ancienne résidence de la famille Le Bastart de Villeneuve.
- Étang de Painroux, 21 ha, exemple d'étang méso-dystrophe à Carex en Ille-et-Vilaine[47]

## Personnalités liées à la commune
- Guillaume de La Lande, seigneur du Vaurouault (XIVe siècle) : participe comme écuyer au Combat des Trente (camp brito-français).
- Frère Pierre Morin : prédicateur breton (XVe siècle). Il a parcouru la Bretagne comme prédicateur, il condamna les excès de la cour ducale, prédisant la fin de l'indépendance bretonne.
- Capitaine Gaston Duché de Bricourt (1914-1942), mort pour la France, le 9 juin 1942, à la Bataille de Bir Hakeim, Compagnon de la Libération, inhumé à Guignen. Il est le fils de Jehan Duché de Bricourt (1878-1964), ancien maire de Guignen de 1941 à 1944 et le petit-fils d'Alphonse Le Bastart de Villeneuve (1846-1914), châtelain des Métairies.

### Note
À noter : Guignen, comme d'autres communes proches (Guichen, Bruz, etc.) est citée dans le roman Scaramouche de Rafael Sabatini. Une partie de l'histoire se déroule à Rennes et sa région, notamment Guignen.

## Jumelages
Guignen est membre du comité de jumelage du canton de Guichen et est jumelée avec quatre villes d'autres pays :
- Villafranca de los Barros (Espagne) depuis 1990 ;
- Skerries (Irlande) depuis 1990 ;
- Milevsko (Tchéquie) depuis 1990,  voir aussi Milevsko (cs) ;
- Śrem (Pologne) depuis 1990.